# Ypiranga Futebol Clube (Palmeira)
O Ypiranga Futebol Clube é um clube de futebol brasileiro, localizado na cidade de Palmeira, interior do estado do Paraná.
Fundado em 6 de agosto de 1920 (com a grafia de época: Ypiranga Football Club), é um dos clubes mais antigos do estado que atuam nos campeonatos amadores e suas conquistas mais expressivas foram na liga amadora de sua cidade, na liga da cidade de Campo Largo e em 1995 foi campeão estadual amador, conquistando a Taça Paraná (principal competição amadora do estado, organizada pela Federação Paranaense de Futebol).

## Profissional
Por alguns anos da década de 1980, o clube se profissionalizou para participar do Campeonato Paranaense de Futebol, chegando a jogar a segunda divisão do Paranaense, porém, seus esforços para manter-se como profissional duraram poucos anos e atualmente o Ypiranga participa da Taça Paraná, tentando reeditar a performa-se vencedora de 1995.

## Patrimônio do Estado do Paraná

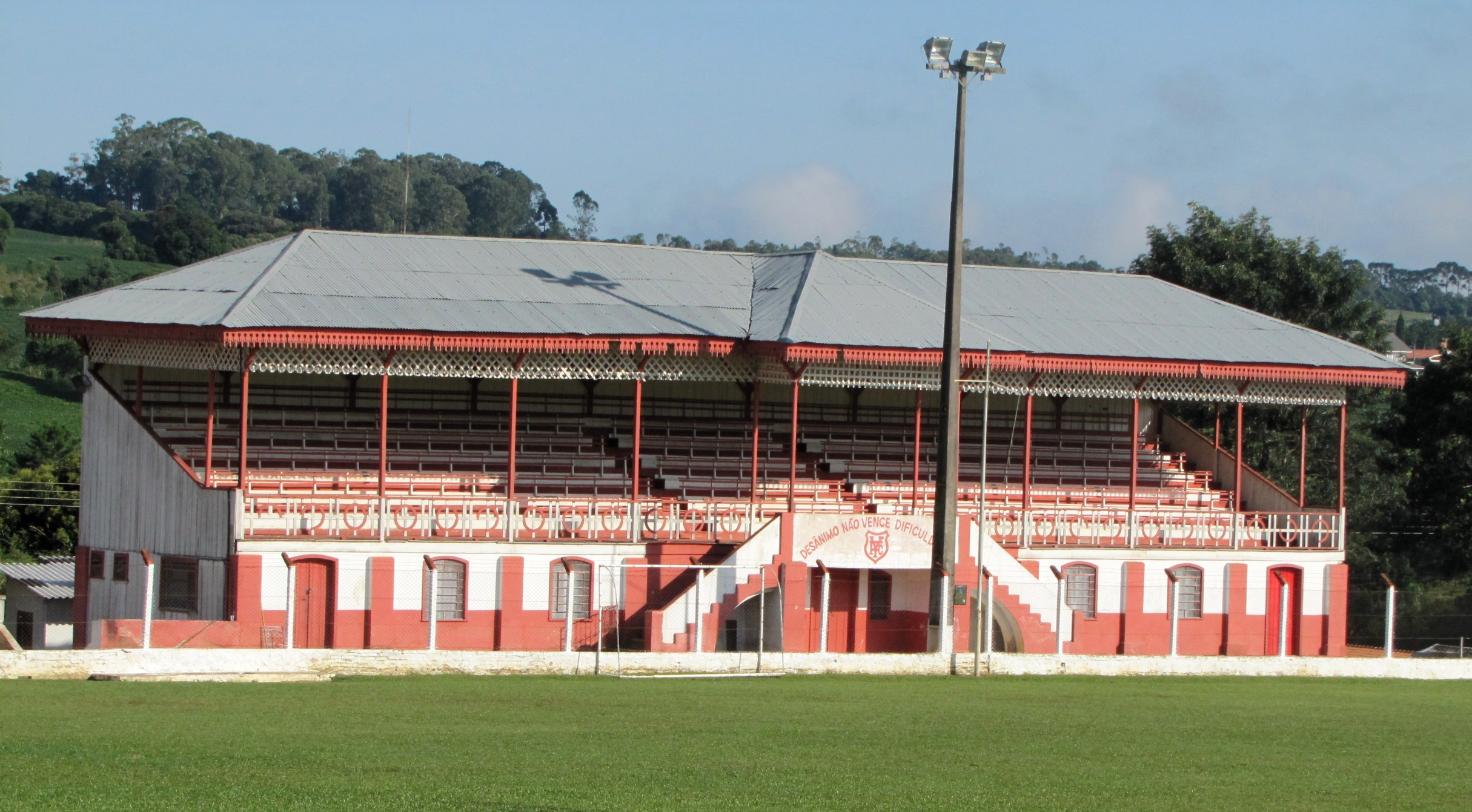
Estádio de futebol João Chede.

O Ypiranga Futebol Clube é dono de um dos patrimônios históricos do estado, pois em 14 de dezembro de 1990, a arquibancada de madeira do seu campo de futebol, foi tombada pelo Patrimônio Histórico e Cultural do Estado do Paraná.
Construída em 1922, a arquibancada possuí um pavilhão em madeira em grande dimensão que representa a arquitetura peculiar para este tipo de edificação, muito comum nos estádios de futebol do país construídos na década de 1920. Outros aspectos para a preservação desta construção, são para com os ornamentos típicos regionais, caracterizados nos beirais em lambrequim e os treliçados de arremates, bem como, os guarda-corpos vazado.